# Raiffeisen Bank (Magyarország)
A Raiffeisen Bank Zrt., vagy röviden Raiffeisen Bank egy osztrák tulajdonú magyarországi Privát bank.
A magyar pénzügyi szféra egyik meghatározó, univerzális pénzügyi szolgáltatásokat nyújtó szereplője. A Raiffeisen Bank Zrt. az osztrák Raiffeisen Bank International AG (RBI) leányvállalata, amely Közép-Kelet-Európa vezető univerzális bankja, Ausztriában pedig a vállalati és befektetési banki szolgáltatásokat nyújtó bankok között az egyik legmeghatározóbb.
Az egyéni-, kis- és középvállalatok, valamint a nagyvállalatok mellett önkormányzati partnereinek, társasházaknak és nonprofit szervezeteknek is speciális termékeket és szolgáltatásokat alakított ki.

## Története
1986. december 10-én 1 milliárd forint alaptőkével, a magyar tulajdonosok mellett 3 nemzetközi pénzintézet részvételével alakult a cég jogelődje, a Unicbank. 1987. január 1-jén (a kétszintű bankrendszer magyarországi bevezetésének napján) 36 fővel kezdte meg működését.
1992-ben az Unicbank Szegeden nyitotta meg első fiókját. 1993-ban Győrben nyílt a második fiók, majd a harmadik 1994-ben Pécsett.
1995-ben Debrecenben, Miskolcon, Székesfehérváron és Zalaegerszegen is nyílt Unicbank fiók.
1997. január 1-jén a bank neve Raiffeisen Unicbankra változott.
1999. január 18-án a lakossági üzletág elindulásával egyidejűleg a bank neve Raiffeisen Bank lett.
2015. elején még 112 bankfiókjukban 2530 alkalmazottat foglalkoztattak, amelyet a bank közleménye szerint 2200 főre csökkentenek és 67-re csökken a bankfiókok száma 2016-ra.

## Tulajdonosai
A Unicbank tulajdonosi szerkezete az alapításakor:
| Részvényes bank                                      | Százalék |
| ---------------------------------------------------- | -------- |
| Magyar Nemzeti Bank (Központi Váltó- és Hitelbank)   | 20%      |
| DG Bank, Frankfurt am Main                           | 15%      |
| Raiffeisen Zentralbank Österreich AG                 | 15%      |
| International Finance Corporation, Washington D.C.   | 15%      |
| OTP - Országos Takarékpénztár                        | 11%      |
| TOT - Termelőszövetkezetek Országos Tanácsa          | 6%       |
| OKISZ - Ipari Szövetkezetek Országos Tanácsa         | 6%       |
| SZÖVOSZ - Fogyasztási Szövetkezetek Országos Tanácsa | 6%       |
| KIOSZ - Kisiparosok Országos Szervezete              | 6%       |

1994-ben az osztrák Raiffeisen-csoport átvette az IFC és a DG Bank 15-15%-os részesedését és az Ipari Szövetkezeti Holding 6%-os részesedését leszámítva megvette a teljes magyar részvényhányadot (49%), majd további vásárlásokkal 1995-re már a részvények 95%-át birtokolta.
A Raiffeisen Zentralbank végül 2004-ben szerezte meg a részvények 100%-át, amit jelenleg a Raiffeisen-RBHU Holding Gmbh nevű cégen keresztül birtokol.

## Oromdísz
A nemzetközi Raiffeisen Bankcsoport logójában szereplő oromdísz két stilizált lófejet ábrázol, melyeket keresztezve erősítettek a házak oromzatára. A védelmező szimbólum az ősi európai néphagyományokban gyökerezik: a hiedelem szerint a tetőn lévő oromzati kereszt megóvta a házat és lakóit a veszedelmektől, távol tartotta a gonoszt. Napjainkra az oromdíszt ábrázoló Raiffeisen logó az Ausztriában egyik legismertebb és Közép-Kelet-Európában is jól ismert márka jelképe lett.

## Vezérigazgatók
| Név                  | Időszak     |
| -------------------- | ----------- |
| Dr. Cseresnyés Ágnes | 1987 - 1989 |
| Dr. Felcsuti Péter   | 1989 - 2010 |
| Heinz Wiedner        | 2011 - 2017 |
| Zolnai György        | 2017 -      |

## Társadalmi szerepvállalás
A Raiffeisen Bank 2008 őszén – újrafogalmazott támogatási stratégiája alapján – létrehozta a Raiffeisen Közösen programot, amellyel társadalmi felelősségvállalási (CSR) tevékenységét fogja össze. Az átlátható pályázati rendszerrel, ügyhöz kötött marketing tevékenységgel és önkéntes munkával segíti a családon kívül nevelkedő, valamint nehéz körülmények között élő gyermekeket, gyermekétkeztetési programokat, gyermekjóléti intézményeket.
A bank 2011-ben csatlakozott a Pénziránytű Alapítvány „Mindennapi Pénzügyeink” Programjához. Az RTL Klub 2007-2008-ban készített egy hiánypótló oktató műsort „Pénzügyekről Tömören” címmel a bank támogatásával. „Tömör professzor” előadásaival a szükséges alapfogalmakat igyekezett megismertetni, hogy a műsor nézői tudatosabb mindennapi pénzügyi döntéseket hozhassanak.
A bank kortárs magyar képzőművészeti gyűjteményét 2000-ben alapította, melyben hazai kortárs művészek különböző stílusa és gondolkodásmódja jelent meg. A gyűjtemény 2010-ben 88 magyar képzőművész 277 alkotásából állt. A székházban kialakított Galériában 2001 óta évi 5-6 kiállítást rendeztek magyar kortárs képzőművészek alkotásaiból. A kiállító művésznek - a kiállítótér biztosítása mellett - a bank elkészítette a kiállítás nyomtatványait (meghívó, katalógus, plakát), ünnepélyes megnyitót szervezett, közterületi reklámot biztosított. A Raiffeisen Galéria 2015 végén bezárta kapuit.